# Elstermühle Schweinitz
Die Elstermühle Schweinitz wurde erstmals bereits Anfang des 13. Jahrhunderts als Mühlenstandort an der Schwarzen Elster erwähnt. Ein genaues Gründungsdatum lässt sich für diese Mühle jedoch nicht feststellen. Aus einer Beschreibung der Mühle im 15. Jahrhundert geht hervor, dass diese vier Mahlgänge, ein Walkrad und ein Schleifwerk hatte.
Im 18. Jahrhundert wird die Mühle folgendermaßen beschrieben: Die Mühle steht am rechten Ufer der Schwarzen Elster und ist mit vier Mahlgängen sowie acht Hirsestampfen ausgestattet. Betrieben wird sie durch zwei hintereinanderliegende unterschlächtige Wasserräder, welche als Ziehpansterräder ausgelegt waren, wobei jedes der Räder 16 Fuß (Einheit) und einen Zoll (Einheit) hoch, acht Fuß und einen Zoll breit und mit je 32 Schaufeln versehen ist. Auf den Wasserradwellen befand sich je ein Stirnrad mit 60 Kämmen, welches in je ein Stockgetriebe mit 32 Stöcken eingriff und so die vier Mahlgänge betrieb. Ein weiteres Stirnrad mit 48 Kämmen befand sich auf der unteren Vorgelegewelle. Auf dieser Welle befand sich ein weiteres Stockgetriebe mit 32 Stöcken für die acht Hirsestampfen. Gegenüber dem Mühlengebäude stand ein Stall, in welchem eine Schirrkammer und ein Gaststall für die Mahlgäste untergebracht waren.

## Eigentümer der Mühle
1456 war die Wassermühle an Müller Trebes verpachtet. In der Zeit des Dreißigjährigen Krieges kam die Mühle in den Besitz der Familie Eckardt, Valentin Eckardt gleichzeitig Amtsförster in Jessen, wird als erster Besitzer genannt. Nachfolger wurde Georg Gottfried Eckardt(bis 1724), dann folgte sein Sohn Georg Gottfried Eckardt jun. (bis 1747). Nach dem Tod des Besitzers wurde die Mühle durch die Erben verpachtet bis wiederum der namensgleiche Sohn Georg Gottfried Eckardt jun. die Geschäfte wieder übernehmen sollte. Ihm folgte Carl August Eckardt (bis 1834) den Carl August Eckardt jun. (bis 1838) beerbte. Nach dessen Tod übernahm dessen Bruder Carl Heinrich Eckardt. Letzter Besitzer war Paul Eckardt. Danach erfolgte ein Verkauf der Mühle. 1929 übernahm Müller Klabe von Müller Thiel die Mühle. Im selben Jahr musste der Sohn, Ewald Klabe die Mühle aufgrund des Todes seines Vaters übernehmen. Er modernisierte die Einrichtung und brachte diese auf den neuesten Stand der Technik dieser Zeit.

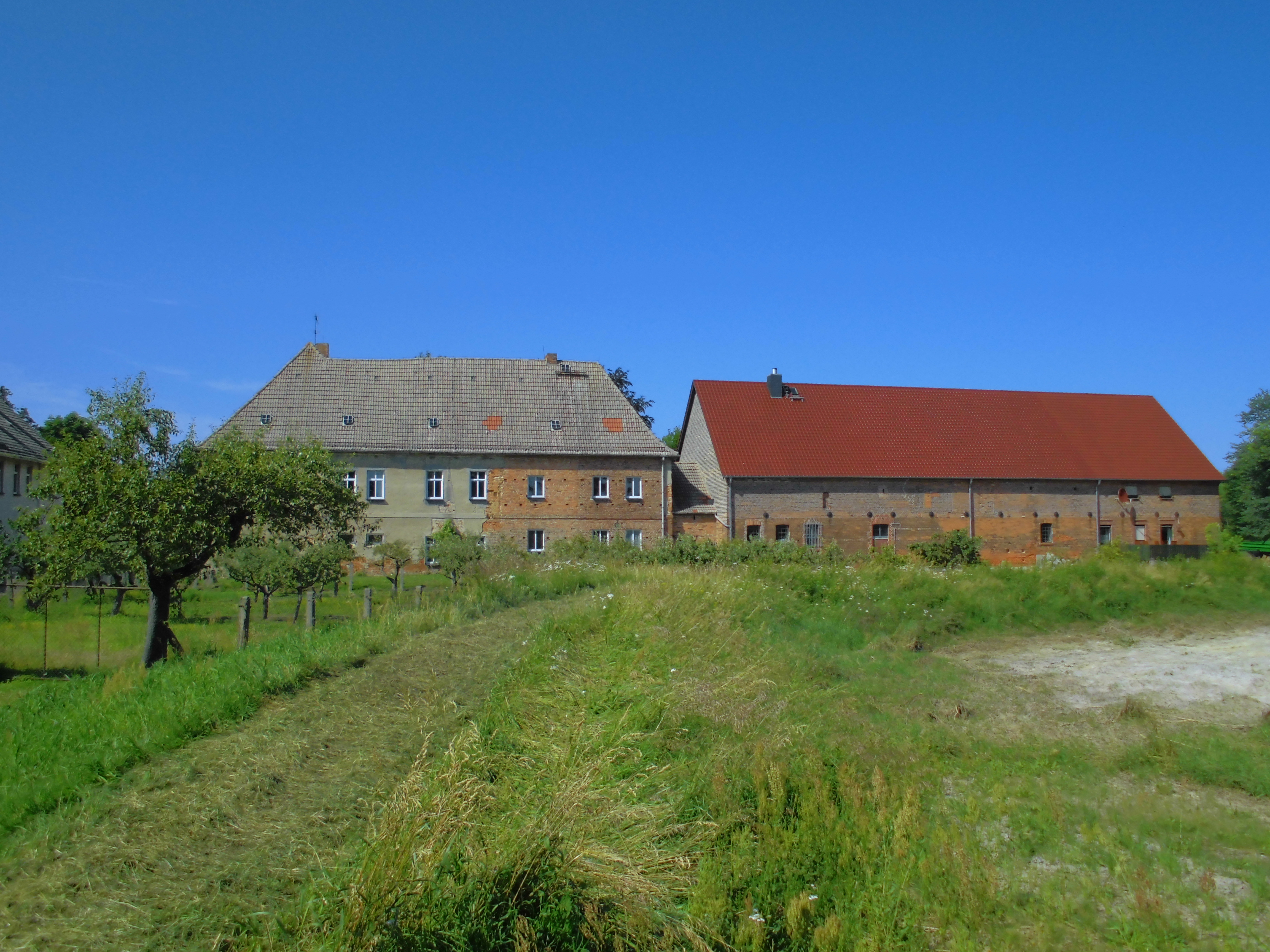
Gelände der ehemaligen Elstermühle Schweinitz

## Sonstiges
Für das Flößen von Holz musste im Jahre 1695 die Schwarze Elster wasserbaulich verändert werden. Dies hatte auch Auswirkungen auf den Mühlenbetrieb, denn die Flöße verursachten oft Schäden an den Wassergebäuden. Am 8. August 1869 brannten Teile der Mahl- und Schneidemühle ab. Nach der Ablösung des Wasserrechts im Jahr 1902 erfolgte der Einbau einer Dampfmaschine als Antrieb. Ab dem Jahr 1968 konnte die bis dahin betriebene Handelsmüllerei wirtschaftlich nicht mehr weiterbetrieben werden. Die gegründete landwirtschaftliche Produktionsgenossenschaft übernahm die Mühle, in der Müller Klabe nun als Angestellter weiterarbeitete. 1975 erfolgte der Verkauf der Gebäude an das Gesundheitswesen, welches ein Altersheim auf dem Gelände errichtete. Mit dem Umzug des Heimes im Jahr 2000 stehen die Gebäude leer.